# O'Galop
Marius Rossillon (Lyon, 8 juni 1867 -  Carsac-Aillac, 2 januari 1946), bekend als O'Galop, was een Franse kunstschilder en filmregisseur.
In 1898 bedacht hij Bibendum, een symbool voor Michelin-banden, waarvoor hij tot 1910 de officiële posterkunstenaar was.